# Morău, Cluj
Morău (în maghiară Moró) este un sat în comuna Cornești din județul Cluj, Transilvania, România.

## Galerie de imagini

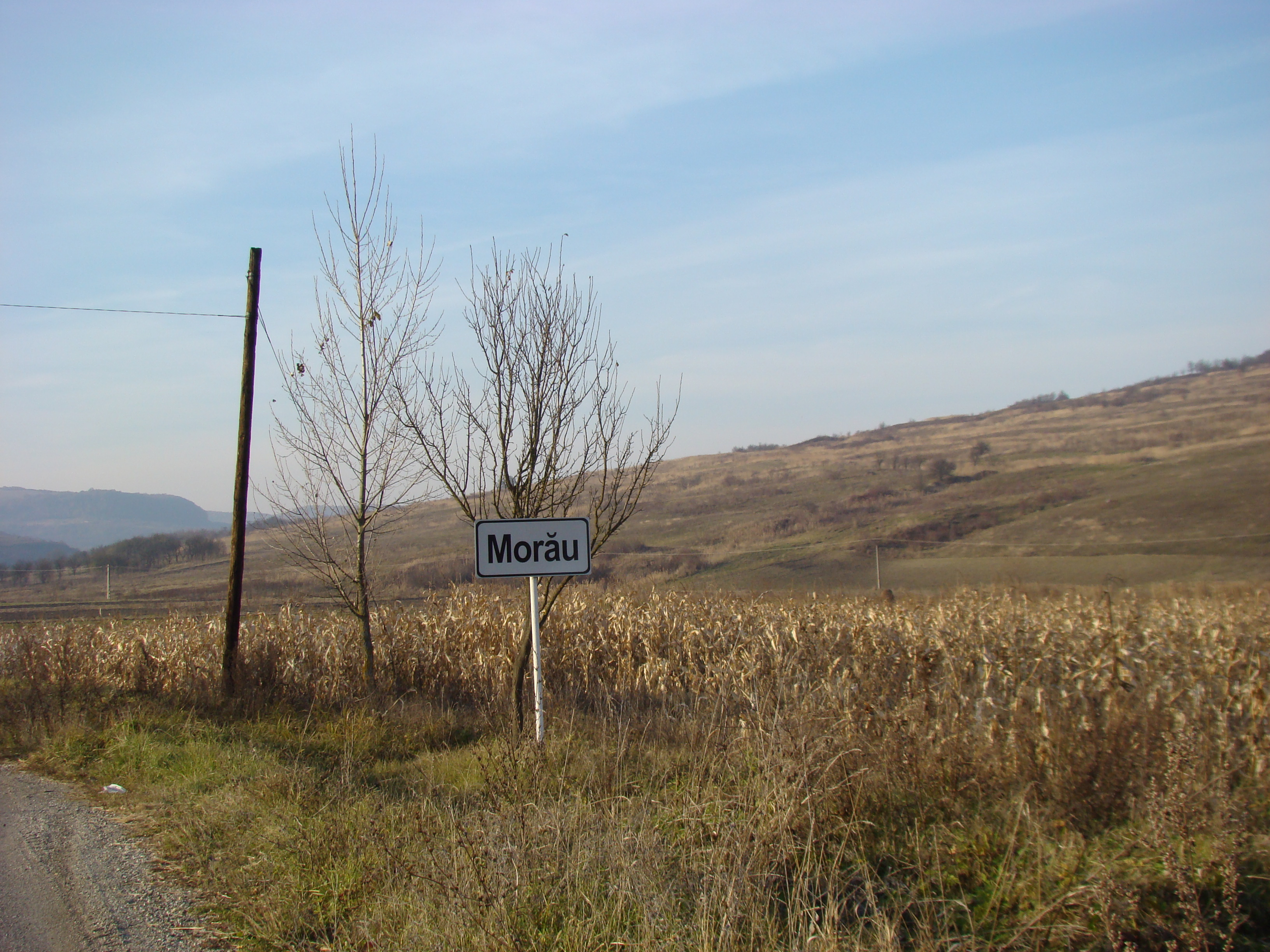
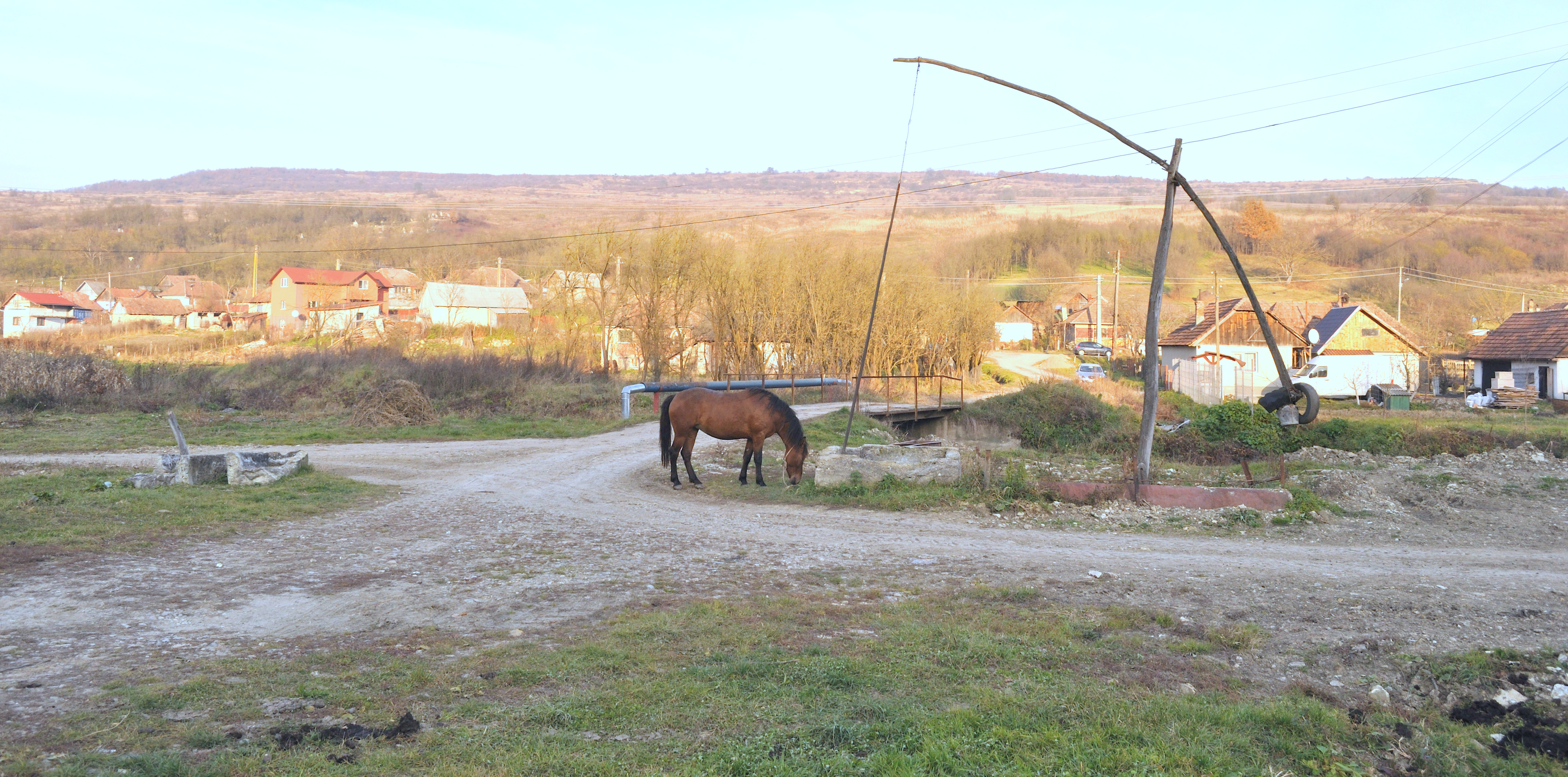
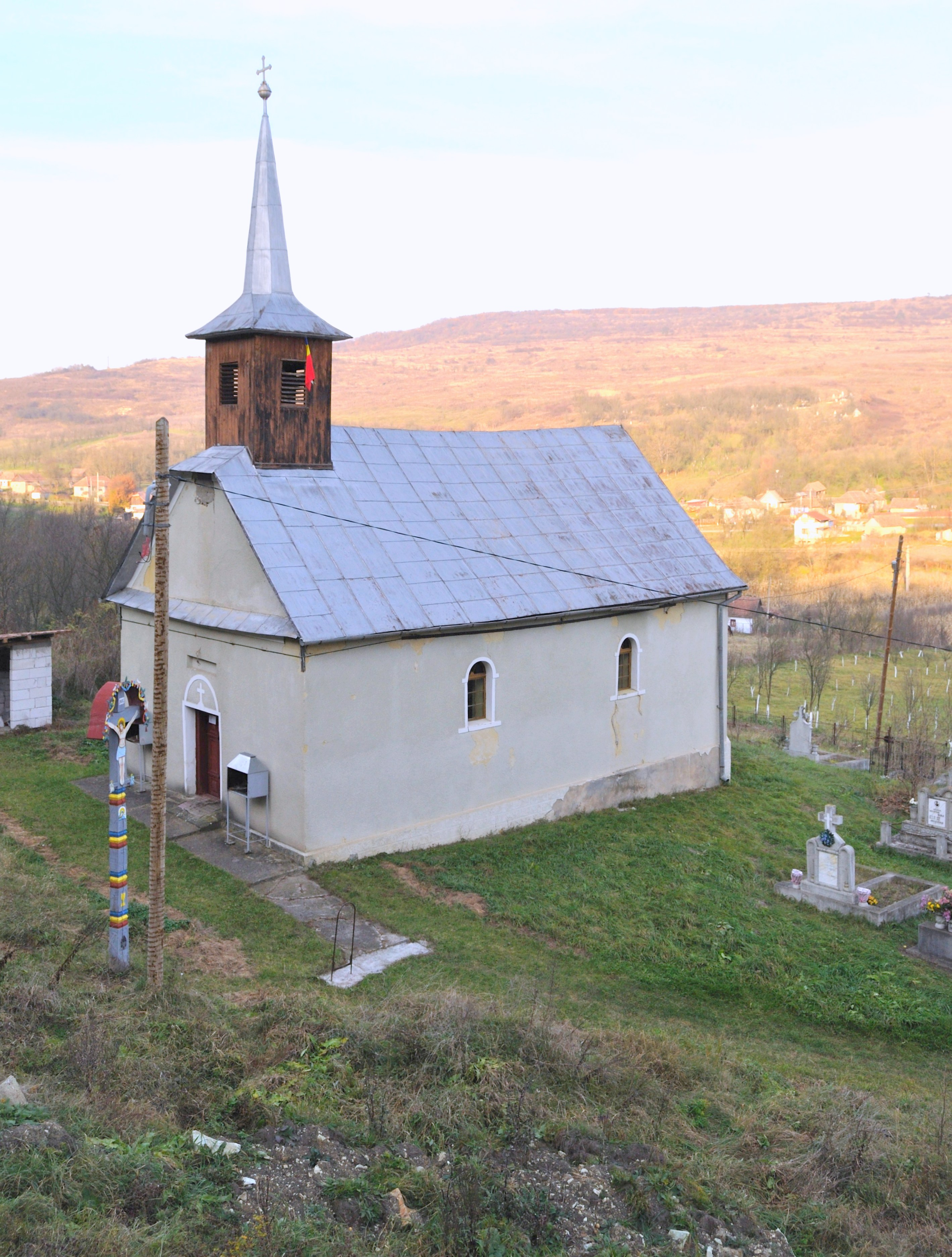
Biserica ortodoxă (1890)
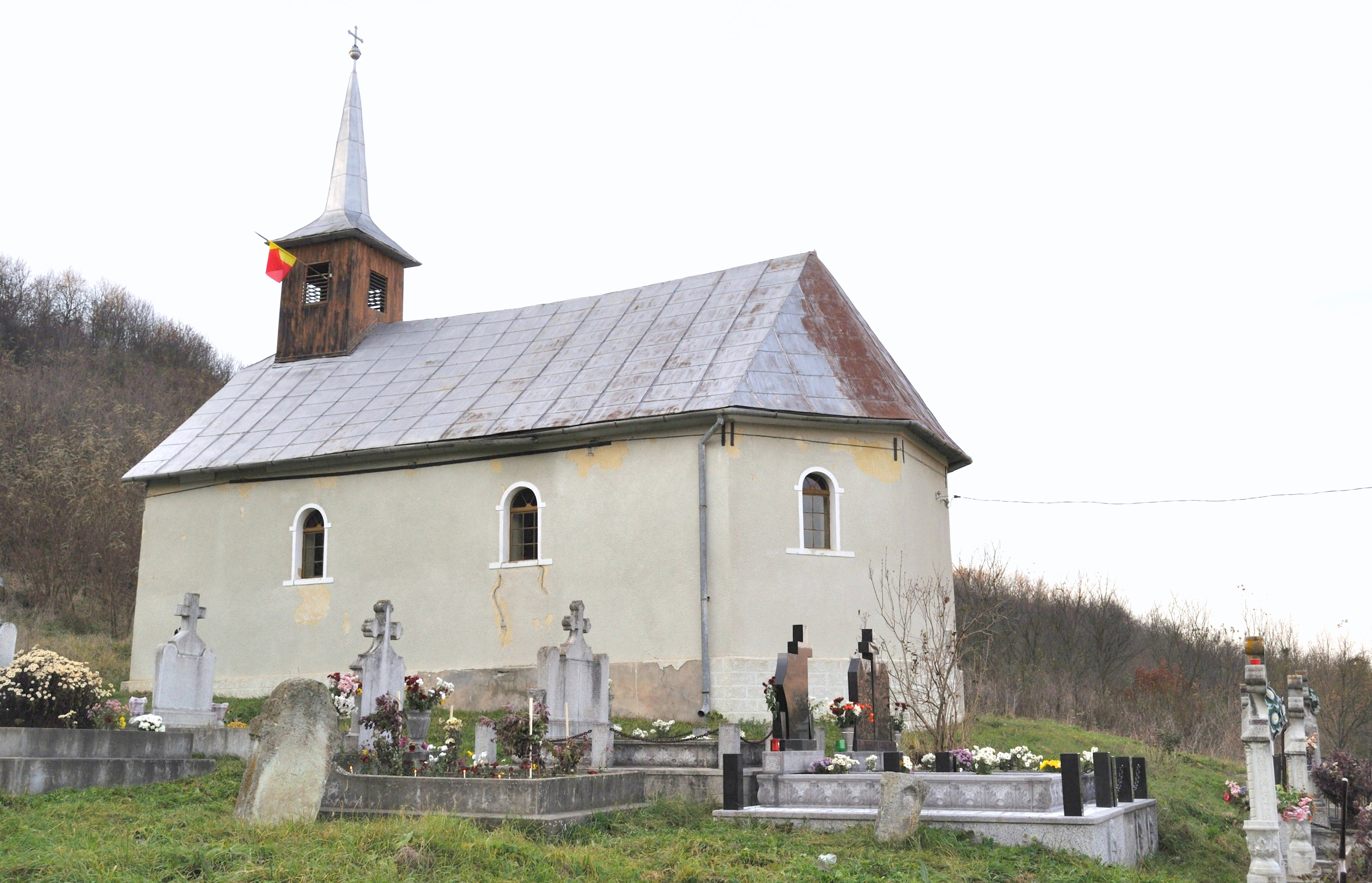
Biserica ortodoxă (1890)